# Haouza
Pour le séminaire chi'ite duodécimain, voir hawza.
Haouza ou Hawza (en arabe : حوزة), qui se trouve dans le Sahara occidental sous contrôle marocain, est, dans le cadre de l'administration territoriale marocaine, une commune rurale de la province d'Es Semara, dans la région de Guelmim-Es Semara.

## Géographie
Haouza se trouve au nord du Sahara occidental, à environ 200 km à l'est de Laâyoune, dans une aire de nomadisme. 

## Histoire

### Étymologie
Le nom de la ville vient d'une maison construite par des commerçants anglais en 1879. Le toponyme the house a donné son nom à la localité.

### Guerre du Sahara occidental
La ville, située dans le territoire disputé du Sahara occidental, est prise à l'armée marocaine par les indépendantistes du Front Polisario le 4 juin 1979. La localité devient la capitale de la république arabe sahraouie démocratique, et les communiqués du Polisario sont datés de la ville. Elle est ensuite reprise en mai 1984 par le Maroc, grâce à la construction du mur des sables qui isole la ville des bases arrière du Polisario. Ce secteur de la défense marocaine subira plusieurs attaques du Front Polisario.

## Politique et administration

### Jumelage
Le Mans (France) depuis le 10 janvier 1982. La ville de Haouza était alors la « capitale » de la république arabe sahraouie démocratique tandis que la mairie du Mans était dirigée par Robert Jarry, membre du PCF.

## Population et société

### Démographie
En 2004, 8 769 habitants ont été recensés par l'État marocain dans la commune de Haouza[réf. nécessaire].